# Catastrofa aeriană de pe Aeroportul Los Rodeos
Catastrofa aeriană de pe Aeroportul Los Rodeos este considerată cea mai gravă din istoria aviației civile, cu cel mai mare număr de victime. Catastrofa a avut loc în anul 1977, pe Aeroportul Los Rodeos (azi Aeroportul Tenerife-Nord) din Tenerife. Două avioane Boeing 747, unul al companiei Pan Am, iar altul KLM, au fost redirecționate aici, după ce pe aeroportul din Gran Canaria fusese o amenințare cu bombă. Aeroportul era acoperit de o ceață densă, iar o greșeală de comunicare a dus la tragedie: în timp ce una dintre aeronave staționa pe pistă, cealaltă a vrut să decoleze și a intrat în plin în avionul care stătea pe loc. În urma ciocnirii, avioanele au explodat, pierzându-și viața 583 de oameni. Au decedat toți cei 248 de pasageri și membri ai echipajului de pe avionul KLM, în timp ce 335 de oameni aflați în avionul Pan Am și-au pierdut viața.
Ancheta a stabilit că pilotul avionului KLM, Van Zanten, este vinovat de producerea accidentului, pentru că nu a respectat indicațiile turnului de control. În total, KLM a plătit victimelor sau rudelor victimelor compensații de 110 milioane de dolari.

## Victime
Dintre cele 396 de persoane de la bordul avionului Pan Am au scăpat 70, deși nouă dintre ele au murit mai târziu din cauza rănilor. Majoritatea supraviețuitorilor stătuseră în partea din față a avionului și își datorau viețile încercării disperate a pilotului de a vira brusc, ieșind de pe pistă. Cinci dintre cei care au supraviețuit erau membri ai echipajului, printre care însuși pilotul, copilotul și mecanicul de bord. Toți cei 248 de oameni de la bordul avionului KLM au pierit, în total înregistrându-se 583 de decese.